# Andreas Wolfgang Koffler
Andreas Wolfgang Xavier Koffler (qui adopte le nom chinois de QU Shawei, Ande Titai), né en 1612 à Krems (Autriche) et mort (exécuté) le 12 décembre 1652 dans le Guangxi (Chine) est un prêtre jésuite autrichien, missionnaire en Chine, astronome et mathématicien.

## Biographie
Andreas Wolfgang Koffler est issu d'une famille luthérienne d'origine autrichienne. A la mort de son père (1622) il accompagne sa mère et sa famille à Ratisbonne où il se convertit au catholicisme et demande, plus tard, son admission dans la Compagnie de Jésus : il commence son noviciat à Vienne le 16 octobre 1627. Durant sa formation il étudie les lettres et la philosophie à Graz (1629-1635)  Il enseigne ensuite les humanités et la rhétorique pendant deux ans. C’est durant cette période qu’il demande à être envoyé en en mission en Extrême-Orient.
Andreas fait cependant encore un an de théologie, à Graz, avant de se rendre à Lisbonne (Portugal) en 1638 et s'embarquer pour la Chine le 26 mars 1640, en compagnie de Martino Martini et d'autres missionnaires. Il arrive à Goa en janvier 1642 (où il est ordonné prêtre)<Grand admirateur de saint François Xavier, le père Koffler ajoute à son nom celui de ‘Xavier’, au point d'omettre son nom de famille dans la formule de ses derniers vœux. Et dans ses lettres il signe désormais ‘Andreas Xaver’ et poursuit son voyage vers Batavia (l'actuelle Jakarta, en Indonésie)
Après un séjour de deux ans à Batavia, il arrive à la fin de l'année, à Macao (comptoir commercial portugais et porte d’entrée de la Chine) au début de 1643.  Ses connaissances en mathématiques et en astronomie lui facilitent l’entrée au service de la cour de l'empereur Yongle, empereur de la dynastie Ming. Astronome au service de l'empereur il réussit grâce à l'aide du chancelier Achille Pang Tianshou, eunuque converti au christianisme par Niccolò Longobardo, à intéresser des membres de la famille impériale au christianisme. 
Cependant les Mandchous consolidaient leur contrôle dans le nord du pays et menaçaient le trône impérial depuis le nord. Le père Koffler accompagne Nicolas Ferreira, chef des 300 soldats portugais envoyés par le Sénat de Macao (à la demande de l’empereur), pour soutenir la cause de l'empereur Ming Yongle dans le sud. Ce sera en vain. Il ne peut empêcher la chute de la dynastie Ming et l'avènement de la Dynastie Qing. 
Lors des invasions Mandchoues il semble avoir été tué alors qu'il était lui-même en fuite avec la cour Ming. Il meurt le 12 décembre 1652, probablement exécuté.